# 穆克瑟拉特
穆克瑟拉特是德国莱茵兰-普法尔茨州的一个市镇。总面积4.54平方公里，总人口54人，其中男性27人，女性27人（2011年12月31日），人口密度12人/平方公里。